# Iyabo Ojo
Alice Iyabo Ojo, née le 21 décembre 1977 à Lagos, est une actrice, réalisatrice et productrice nigériane,,.

## Biographie

### Jeunesse et vie privée
Iyabo Ojo est née sous le nom d'Alice Iyabo Ogunro le 21 décembre 1977 à Lagos, au Nigeria. Son père Adekunle Ogunro est originaire d'Abeokuta, dans l'État d'Ogun. Elle est allée à l'école à Lagos au National College, Gbagada, avant de poursuivre ses études de gestion immobilière à la Lagos State Polytechnic.
Se mariant à Lagos en 1999, alors qu'elle avait 21 ans, elle prend une pause dans la poursuite de sa carrière. Elle donne naissance à un fils puis à une fille (nés respectivement en 1999 et 2001), à savoir Felix Ojo et Priscilla Ajoke Ojo, mais elle divorce également de son mari avant que qu'elle ne devienne connue,. Elle attribue l'échec de sa première union à un mariage trop jeune.

### Carrière
Membre d'un groupe de théâtre à l'école secondaire, Iyabo Ojo commence sa carrière d'actrice en 1998. Elle s'inscrit à la Actors Guild of Nigeria (AGN) avec l'aide de Bimbo Akintola.
Son premier rôle est dans Satanic de 1998, un film anglophone. En 2002, elle fait ses débuts en langue yoruba avec Baba Darijinwon. Elle se lance dans la production de films en 2004.
En 2004, Ojo commence à produire ses propres films. Sa première production est Bolutife, après quoi elle réalise Bofeboko, Ololufe, Esan et Okunkun Biribiri.
Iyabo Ojo lance son ONG, Pinkies Foundation, qui s'adresse aux enfants ayant des besoins spéciaux et aux moins privilégiés, en mai 2011. Elle célèbre le cinquième anniversaire de la fondation le 1er mai 2016 au R&A City Hotel de Lagos. Elle est la scénariste et l'une des actrices principales du film anglophone Silence, mettant aussi en vedette Joseph Benjamin, Alex Usifo, Fathia Balogun et Doris Simeon,. Ce film traitant de la maltraitance sur mineur se voit décerner le prix du meilleur film aux Best of Nollywood Awards de 2014.
En avril 2021, elle condamne fermement son collègue acteur, Yomi Fabiyi, pour avoir sympathisé avec Olanrewaju Omikunle (Baba Ijesha) qui a été arrêté pour avoir agressé un mineur. Le 12 mai 2021, elle intente une action en justice contre Yomi Fabiyi (qui avait auparavant organisé une manifestation demandant la libération de Baba Ijesha) pour diffamation,. Ses actions n'ont pas été bien accueillies par l'Association des praticiens des arts du théâtre et du cinéma du Nigéria (TAMPAN), qui la mettent sur liste noire le 28 juin 2021. L'acteur Jide Kosoko, parlant au nom de TAMPAN, déclare alors que les cinéastes de Nollywood sous l'association cesseront de travailler avec elle.
En 2023, elle joue le rôle de Mama Obalola dans Gangs of Lagos (en), le premier film original nigérian disponible sur Prime Video.

## Distinctions
- 2012 : Best of Nollywood Awards - Prix de la Meilleure actrice dans un second rôle dans un film en yoruba (Ijo Olomo)[23].

## Filmographie
- Satanic (1998)
- Agogo Ide (1998)
- Baba Darinjinwon (2002)
- Egun (2007)
- Mama Insurance (en) (2012)
- Ijo Olomo
- Beyond Disability (2014)
- Okanla (2013)
- Silence (2015)
- Beyond Disability (2015)
- Black Val[24]
- Arinzo
- Apo Owo
- Awusa (2016)
- Tore Ife (Love)[25]
- Trust (2016)[25]
- Ore (2016)
- Ipadabo (2016)[25]
- Twisted Twin (2016)
- Gangan(2016)
- Kostrobu (2017)
- Gone to America (2017)
- Divorce Not Allowed (en) (2018)
- I believe (2018)
- Thin line (2018)
- Smash 2018
- The Alter date (2019)
- Misquided (2019)
- Fools' day (2021)
- Under the carpet (2021)
- The Real Housewives of Lagos (en) (2022)
- Gangs of Lagos (en) (2023)[22]